# Diócesis de Hasselt
La diócesis de Hasselt (en latín: Dioecesis Hasseletensis, en francés: Diocèse de Hasselt y en neerlandés: Bisdom Hasselt) es una circunscripción eclesiástica de la Iglesia católica en Bélgica. Se trata de una diócesis latina, sufragánea de la arquidiócesis de Malinas-Bruselas. Desde el 25 de octubre de 2004 su obispo es Patrick Hoogmartens.

## Territorio y organización
La diócesis tiene 2422 km² y extiende su jurisdicción sobre los fieles católicos de rito latino residentes en la provincia de Limburgo.
La sede de la diócesis se encuentra en la ciudad de Hasselt, en donde se halla la Catedral de San Quintín.
En 2021 en la diócesis existían 303 parroquias.

## Historia
La diócesis fue erigida el 31 de mayo de 1967 con la bula Qui christianorum del papa Pablo VI, obteniendo el territorio de la diócesis de Lieja. Se creó así una división entre las parroquias de habla flamenca que se reunían en la nueva diócesis y las de habla francesa que quedaban en la diócesis madre.

## Estadísticas
Según el Anuario Pontificio 2022 la diócesis tenía a fines de 2021 un total de 633 551 fieles bautizados.
| Año                                                                             | Población            | Población | Población      | Sacerdotes | Sacerdotes    | Sacerdotes    | Bautizados por sacerdote | Diáconos permanentes | Religiosos | Religiosos | Parroquias |
| Año                                                                             | Bautizados católicos | Total     | % de católicos | Total      | Clero secular | Clero regular | Bautizados por sacerdote | Diáconos permanentes | Varones    | Mujeres    | Parroquias |
| ------------------------------------------------------------------------------- | -------------------- | --------- | -------------- | ---------- | ------------- | ------------- | ------------------------ | -------------------- | ---------- | ---------- | ---------- |
| 1969                                                                            | 580 000              | 648 012   | 89.5           | 1135       | 732           | 403           | 511                      |                      | 795        | 2600       | 296        |
| 1980                                                                            | 564 000              | 710 715   | 79.4           | 1058       | 719           | 339           | 533                      | 14                   | 612        | 1911       | 318        |
| 1990                                                                            | 584 000              | 740 000   | 78.9           | 854        | 576           | 278           | 683                      | 47                   | 448        | 1387       | 316        |
| 1999                                                                            | 645 000              | 783 927   | 82.3           | 746        | 484           | 262           | 864                      | 73                   | 338        | 990        | 316        |
| 2000                                                                            | 645 000              | 787 491   | 81.9           | 717        | 462           | 255           | 899                      | 75                   | 330        | 956        | 312        |
| 2001                                                                            | 600 000              | 791 178   | 75.8           | 710        | 446           | 264           | 845                      | 75                   | 330        | 882        | 312        |
| 2002                                                                            | 600 000              | 794 785   | 75.5           | 677        | 431           | 246           | 886                      | 75                   | 307        | 839        | 312        |
| 2003                                                                            | 600 000              | 798 583   | 75.1           | 643        | 405           | 238           | 933                      | 77                   | 300        | 810        | 312        |
| 2004                                                                            | 719 000              | 803 892   | 89.4           | 608        | 375           | 233           | 1182                     | 77                   | 294        | 828        | 312        |
| 2006                                                                            | 702 000              | 809 942   | 86.7           | 578        | 354           | 224           | 1214                     | 75                   | 274        | 774        | 312        |
| 2013                                                                            | 730 000              | 853 570   | 85.5           | 429        | 282           | 147           | 1701                     | 78                   | 183        | 537        | 312        |
| 2016                                                                            | 650 000              | 870 000   | 74.7           | 369        | 243           | 123           | 1761                     | 83                   | 156        | 443        | 312        |
| 2019                                                                            | 635 730              | 870 880   | 73.0           | 325        | 209           | 116           | 1956                     | 81                   | 141        | 351        | 308        |
| 2021                                                                            | 633 551              | 879 933   | 72.0           | 284        | 184           | 100           | 2230                     | 78                   | 143        | 297        | 303        |
| Fuente: Catholic-Hierarchy, que a su vez toma los datos del Anuario Pontificio. |                      |           |                |            |               |               |                          |                      |            |            |            |

## Episcopologio
- Jozef-Maria Heuschen † (13 de junio de 1967-15 de diciembre de 1989 retirado)
- Paul Schruers † (15 de diciembre de 1989 por sucesión-25 de octubre de 2004 retirado)
- Patrick Hoogmartens, por sucesión el 25 de octubre de 2004